# Frederick L. Ackerman
Frederick L Ackerman, född 1878, död 1950, var en amerikansk arkitekt och bostadsreformator. Han stödde proaktivt engagemang från den federala regeringen för att leverera kvalitetsbostäder till arbetarklassen. Han deltog i den federala regeringens tidigaste bostadsprogram med arkitekten Clarence Stein och landskapsarkitekten Henry Wright i deras projekt Sunnyside (1924) och Radburn (1928) och arbetade för New York City Housing Authority. Medan han gynnade traditionell arkitektur och bostäder för personer med lägre inkomster designade han också modernistiska byggnader, lyxiga hyreshus och hem. Ackerman tog examen från Cornell University 1901 och designade Balch Hall på campus 1929. Han designade också Day Hall, Cornells huvudsakliga administrativa byggnad, 1947.

## "First Houses"
”First Houses” var ett projekt som planerades som en inre renovering. Var tredje husbyggnad revs för att ge extra ljus och luft, men arkitekten Frederick Ackerman och hans ingenjörer upptäckte snart att 1800-talsbyggnaderna var för skröpliga för att rekonstrueras. Så de revs och First Houses byggdes från grunden. Man återanvände tegelstenar och dussintals arbetare blev betalda av den federala regeringen. Enligt citat från New York Times den 21 november 1935: "Ursprungligen planerad som en renoveringsoperation, förvandlades den praktiskt taget till nybyggnad, och endast ett fåtal av de gamla grunderna användes." Ackerman ritade hyreshusen med bakre ingångar samt gårdar för att tillåta mer ljus och luft än de befintliga bostäderna i grannskapet.
First Houses kom med på List of New York City Landmarks och National Historic Landmark 1974. De sköts av New York City Housing Authority.

## Technical Alliance
Ackerman var en ursprunglig medlem av Technical Alliance, som senare blev känd som Technocracy Movement, sedan den hade publicerat sina resultat i början av 1930-talet i en energiundersökning i Nordamerika.
Frederick Ackerman var upphovsman till den första moderna arkitektoniska handboken, Architectural Graphic Standards (1932), som var tänkt som ett radikalt manifest. Han baserade sin praxis på den kritik av den amerikanska kapitalismen som framfördes av Thorstein Veblen (1857–1929) och Ackerman var "ledare för den teknokratiska rörelsen". Ackerman instruerade sina anställda att utveckla faktiska arkitektoniska data. Författarna till Graphic Standards, Charles Ramsey (1884–1963) och Harold Sleeper (1893–1960), arbetade på Ackermans firma.
Ackerman var redaktör för Howard Scotts bok Introduction to Technocracy, 1933, och var medlem i teknokratigruppen Continental Committee on Technocracy.

## Författarskap om arkitektur och sociala kommentarer
Ackerman skrev utförligt om de sociala problemen i sin tid, och hävdade att många av dem hänför sig till den grundläggande driftsstrukturen i samhället, som inte stämmer överens med vetenskapliga framsteg.
Några av Ackermans verk:
- Our Stake in Congestion
- How Can We Live in the Sun, 1930
- A Communication, The New Republic, 3 maj, 1933
- The New New York of Tomorrow (tidskrift)